# Ivan Papanin
Ivan Dmitrijevitsj Papanin (Russisch: Иван Дмитриевич Папанин) (Sevastopol, 26 november [O.S. 14 november] 1894 - Moskou, 30 januari 1986) was een Russische poolonderzoeker die waarschijnlijk de eerste expeditie leidde die in de buurt van de Noordpool kwam. Hij was tweevoudig Held van de Sovjet-Unie en werd geëerd met 9 Ordes van Lenin.

## Leven

### Jeugd
Papanin werd geboren in een krottenwijk aan de rand van de stad Sevastopol in het Russische Rijk (nu Oekraïne) in een eenvoudige familie. Zijn vader, de zeeman Dmitri Papanin, was vaak ziek van de alcohol. Zijn moeder Sekletinja Petrovna wist met naaien wat geld te verdienen en een gedeelte van haar gezin zo toch groot te brengen; van zijn negen broers en zussen bleven er zes in leven. Als jongen dook hij in de haven naar munten die door toeristen van schepen af werden gegooid. Bij zijn vier verplichte schooljaren haalde hij zulke goede resultaten, dat hij op staatskosten verder zou kunnen studeren, maar zijn vader haalde hem van school. Hij werd daarop leerling in een werkplaats die navigatieinstrumenten vervaardigde voor de Zwarte Zeevloot, waar hij werd getraind tot draaier (bankwerker). Toen hij achttien werd, ging hij naar Reval (nu Tallinn) om er te gaan werken op een scheepswerf.

### Revolutie
In 1914 vervulde hij zijn dienstplicht op de Krim bij de Russische Marine op de Krim, waar hij de Februari- en Oktoberrevolutie meemaakte. Hij nam als soldaat deel aan de Russische Burgeroorlog aan de kant van de bolsjewieken en vocht in Oekraïne bij het Rode Leger. Daarop leidde hij twee jaar lang de reparatiewerkplaats van een tankbrigade van het 12e en 14e leger. In 1919 werd hij partijlid van de RCP. In augustus 1920 werd hij naar de Krim gestuurd om een guerilliabeweging op te zetten tegen de troepen van Pjotr Wrangel. Hij smokkelde tevens wapens naar deze partizanen. Na de verovering van de Krim werd hij aangesteld als hoofd over de Tsjeka: "We hadden vaak met dieren te doen, die door verkeerde beoordeling mensen werden genoemd. [...] Met hen werd korte metten gemaakt: Onderzoek, oordeel en dan tegen de muur." Iets later werd hij gemaakt tot Secretaris van de Revolutionaire Krijgsraad van de Zwarte Zeevloot en ging aansluitend in april 1922 als Commissaris van het Hoofdbestuur Zeetechniek en economie naar Moskou, waar hij werd gedemobiliseerd.

### Eerste ervaringen in het Arctisch gebied
Van 1923 tot 1932 was hij hoofd van het centrale bestuur van het Volkscommissariaat voor Postverkeer en Telecommunicatie en kwam daarbij voor de eerste keer in aanraking met het Arctisch gebied. Hij moest als onder-constructieopzichter toezien op de bouw van een krachtig radiostation aan de Aldan in Jakoetië. In 1931 kwam er opnieuw een kans om het Arctisch gebied te bezoeken. Het Duitse luchtschip Graf Zeppelin had namelijk toestemming ontvangen om over het Sovjet Arctische gebied te mogen vliegen en zou daarbij ook over Frans Jozefland vliegen. Papanins opdracht was om, als onderdeel van een expeditie van de IJsbreker Malygin naar Frans Jozefland, een speciaal postkantoor te onderhouden op deze ijsbreker. Hierdoor werd hij zo geïnspireerd door het Arctisch gebied, dat hij zich meldde bij het Arctisch Instituut om er te gaan werken. Hij stond voor het Tweede Internationale Pooljaar (1932/1933), waardoor de Sovjet-Unie vele poolstations opzette, van 1932 tot 1933 aan het hoofd van een poolexpeditie in de Tichajabaai op Frans Jozefland. Daar overwinterde hij voor het eerst in het Arctisch gebied.
Naast het bouwen van poolstation, hielden de wetenschappers zich er ook bezig met talrijke radio-onderzoeken in de atmosfeer en het achterhalen van hoe radiogolven zich verbreiden door reflectie in de ionosfeer. Ze wisten de ligging van de tropopauze tussen de troposfeer en de stratosfeer te bepalen. Daarnaast stelden ze een stralingsbalans van het jaarlijks verloop in Arctische omstandigheden op en observeerden sterke magneetanomalieën op Frans Jozefland. Bij latere kartering bleek hieruit dat vele eilanden tot dan toe verkeerd waren ingetekend op kaarten.

### Kaap Tsjeljoeskin
Van 1934 tot 1935 had Papanin de leiding over de bouw van een poolstation op Kaap Tsjeljoeskin, het noordelijkste punt van het Eurazische vasteland. Dit station was van strategisch belang omdat de aangrenzende Vilkitskistraat de enige gedeeltelijk ijsvrije zeestraat is tussen de Karazee en de Laptevzee. In de zomer van 1934 werden er woonhuizen, opslagplaatsen, wetenschappelijke stations en een windrad geplaatst, waarvandaan dagelijks hydrologische, meteorologische en geofysische meldingen werden doorgegeven aan het Arctisch Instituut. De hele groep overwinterde opnieuw in het Arctisch gebied en het daaropvolgende voorjaar onderzocht de groep met drie vliegtuigen de ijsomstandigheden in de Vilkitskistraat. Papanin nam voor dit soort ondernemingen ook altijd vrouwen aan, waaronder in dit geval de vrouwelijke geofysicus Anna Fjodorov en later zijn vrouw Galina Kirillovna, die op dat moment de derde en vierde vrouw vormden die ooit betrokken waren geweest bij poolonderzoek.

### Expeditie naar de Noordpool
In 1936 besloot het Politbureau in verband met het twintigjarig jubileum van de Oktoberrevolutie een drijvend poolstation op de noordpool in te richten. Hiervoor moesten talrijke technische problemen worden opgelost, zoals het feit dat er nog nooit eerder een Sovjetvliegtuig was geland op drijvend ijs. Papanin werd benoemd tot leider van deze Noordpool-1-expeditie. Hij werd vergezeld door geofysicus en meteoroloog Jevgeni Fjodorov, oceanoloog Pjotr Sjirsjov en marconist Ernest Krenkel.
Als eerste werd op Rudolfeiland van Frans Jozefland, op 900 kilometer van de Noordpool een poolstation ingericht. Op 5 mei 1937 vloog voor de eerste keer een sovjetvliegtuig een verkenningsvlucht over de Noordpool. Op 21 mei zette een ANT-6 koers naar de pool en landde in de nabijheid daarvan op een IJsschots in de Arctis op 89° 25′ 0″ NB, 78° 40′ 0″ WL om 11:35 Moskoutijd. Journalist en cameraman Mark Trojanovski sprong als eerste op het ijs.
In 274 dagen dreef Noordpool-1 2500 kilometer ver langs de oostkust van Groenland en voerden de wetenschappers een scala aan wetenschappelijke observaties uit in dit gebied alvorens de expeditie op 70°54′NB weer opgepikt werd door de ijsbreker Krasin. Papanin is er altijd van uitgegaan dat de VS-Amerikaan Robert Edwin Peary als eerste de Noordpool had bereikt. Aangezien zijn prestaties, net als die van zijn concurrent-tijdgenoot Frederick Cook inmiddels op goede gronden worden betwist, had de door hem geleide expeditie mogelijk voor de eerste keer mensen op het ijs in de buurt van de Noordpool gebracht. Dit was bovendien de eerste expeditie die op een dergelijke manier werd uitgevoerd. Alle leden van de expeditie ontvingen hiervoor de titel Held van de Sovjet-Unie, die voor het uitbreken van de Tweede Wereldoorlog zelden werd uitgedeeld.

### Hoofdbestuur Noordoostelijke Doorvaart
Door zijn Noordpoolexpeditie was Papanin verworden tot een van de populairste sovjetburgers van de Stalintijd. Zijn daaropvolgende voordrachtsreizen vergden zoveel van hem, dat hij in 1938 een hartaanval kreeg. Daarop werd hij in hetzelfde jaar benoemd tot vicedirecteur van het Hoofdbestuur Noordelijke Zeeroute, een organisatie die alle commerciële activiteiten overzag op de Noordoostelijke Doorvaart. Een jaar later volgde Papanin Otto Schmidt op als directeur hiervan. Zijn eerste opdracht was het bouwen van een scheepsreparatiewerf in Moermansk, waarvoor hij via de media 20.000 jongeren mobiliseerde. In de scheepvaartperiode van 1939 bevoer hij de Noordoostelijke Doorvaart van west naar oost en weer terug. Daarnaast was hij vanaf 1939 (tot 1952) lid van de Centrale Herzieningscommissie van de CPSU, gedeputeerde van de Opperste Sovjet van de Sovjet-Unie en van de Moskouse stadssovjet.

### Oorlog in het Arctisch gebied
In 1940 ontving Papanin zijn tweede 'Held van de Sovjet-Unie'-onderscheiding voor de organisatie van de expeditie die de ijsbreker Georgi Sedov redde. Tijdens de Winteroorlog organiseerde Papanin de militaire transporten op de Witte Zee. Tijdens de Tweede Wereldoorlog was hij de vertegenwoordiger van de Staatsdefensiecommissie en was als zodanig verantwoordelijk voor al het transport over de Noordoostelijke Doorvaart. In 1941 en 1942 werd hij ingezet in Archangelsk, waar hij verschillende havens liet uitbouwen waarover de levering van geallieerde voorraden in het kader van de Lend-Lease Act liep. Ook liet hij de haven van Moermansk, die zwaar was gebombardeerd door Duitse vliegtuigen, ondanks zijn ligging vlak bij het front toch repareren, aangezien het de enige ijsvrije haven was in de winter. In 1943 werd hij benoemd tot schout-bij-nacht (Контра-адмирал, Kontra-admiral) en was hij actief in het oostelijk deel van de Noordoostelijke Doorvaart om de overdracht van vliegtuigen uit de Verenigde Staten te organiseren. Daarnaast liet hij ook enkele konvooien komen uit het oosten via de Noordoostelijke Doorvaart. Vanaf 1944 kreeg Papanin door zijn hartziekte zulke problemen dat hij in 1946 het bevel over de Noordoostelijke Doorvaart moest opgeven.

### Onderzoeksvloot van de Sovjet-Unie
In september 1948 werd hij bezocht door zijn kameraad van de noordpoolexpeditie Pjotr Sjirsjov, die ontertussen onder andere het Instituut voor Oceanologie van de Sovjetacademie van Wetenschappen leidde en stelde Papanin voor om zijn plaatsvervanger te worden met verantwoordelijkheid over expedities. Een motorvrachtschip werd omgebouwd tot onderzoeksschip en kreeg de naam Vitjaz ("ridder"). In zestig reizen onderzocht dit schip vanaf 1949 de Indische en Grote Oceaan, waarbij bijna elke sovjetoceanoloog op het schip had gewerkt. Een zwaartepunt van het werk lag bij het onderzoek naar de kuitschietings- en vangplaatsen van belangrijke bruikbare vissoorten. Later werd voor Papanin een Departement van Zee-expedities ingesteld door het presidium van de Academie van Wetenschappen. Van 1951 tot zijn dood in 1986 stond hij aan het hier hoofd hiervan.
Hij liet na het inrichten van het departement oude visschepen uitrusten voor expedities. In 1952 kwamen hiervoor 10 mosselschepen uit de DDR. Als voorbereiding op het Internationale Geofysische Jaar (1957-1958) werden 3 zeer zeewaardige schepen gebouwd; allereerst de Michail Lomonosov, die ingezet werd in de Atlantische Oceaan. Door dit schip werd de Lomonosovstroom ontdekt, die op een diepte van 50 tot 200 meter over de evenaar van Zuid-Amerika naar Afrika stroomt. Daarnaast werd een speciale niet-magnetische schoener in dienst gesteld om het aardmagnetisch veld te meten. Op 30 november 1955 werd de eerste sovjetexpeditie naar Antarctica gestuurd.

### Biologisch station Borok
In 1951 onderzocht Papanin het biologisch station Borok aan de bovenloop van de Wolga. Dit station was in zo'n staat dat het ofwel opgeheven ofwel sterk verbeterd moest worden. Hij nam daarop de leiding over dit station op zich, naast zijn activiteiten als leider van de Sovjet zee-expedities. Hij verbleef vervolgens 20 jaar in het station. In 1956 werd het station opgewaardeerd tot het Instituut voor de Biologie van de binnenwateren (Russisch:  Института биологии внутренних вод, Institoeta Biologii Vnoetrennich Vod). Hij onderzocht bijvoorbeeld het probleem van de overbevissing in het Stuwmeer van Rybinsk en de Wolga en zette regelgeving op voor een duurzaam gebruik hiervan. In de paaitijd werd het vissen verboden, stroperij werd bestreden en de visvangst met fijnmazige netten werd verboden. Het instituut werd een leidinggevendonderzoekscentrum en speelde een baanbrekende rol in de natuurbescherming. In 1972 droeg Papanin de leiding over.
In 1986 stierf Papanin in Moskou op de leeftijd van 91 jaar. Zijn naam leeft voort in Kaap Papanin (Tajmyr-schiereiland), een berg op Antarctica en een onderzeese berg in de Grote Oceaan.